# 黃右昌

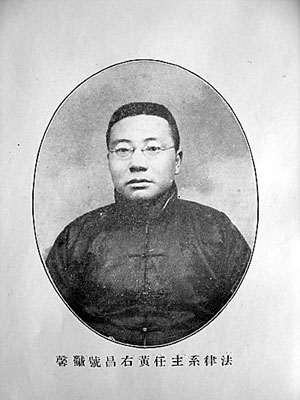
黃右昌

黃右昌（1885年—1970年）字黼馨，号溇江子，湖南省临澧县人。中华民国法学家。

## 生平

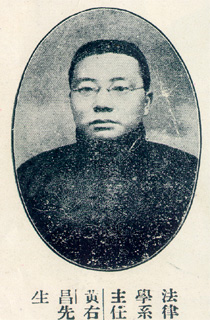
黃右昌

黃右昌生于一个书香门第，祖父黄道让是清朝咸丰年间进士。黄道让生于安福县（后改称临澧县，其出生地位于今临澧县新安镇黄家棚）。
黃右昌12岁中秀才，17岁中举人。后来，入湖南时务学堂，1904年因成绩优秀被选派到日本留学，入早稻田大学学习西方法律。 23岁回国。后来，历任湖南法政学校教授、校长，湖南省议会议长等职务。1917年11月，黃右昌出任北京大学法科本科教授。1918年，任北京大学法科学长。在北京大学期间，曾两度出任北京大学法律系主任。1930年起，黄公历任南京国民政府立法委员等职务。其间，1934年冬，黄右昌携家人赴苏州赏梅花，作《梅花十首》 。1948年，被任命为司法院大法官。同年回到湖南，任湖南大学法律系教授。1949年8月4日，程潜、陈明仁等人通电宣布湖南和平起义，黄右昌在通电中签名。 中华人民共和国成立后，应总理周恩来聘请，任中央文史研究馆馆员。
1970年，黃右昌在北京病逝。
1999年10月，黄右昌和夫人的骨灰迁至石门县，与黄道让合葬为“湘西两黄墓园”。

## 著作
- 《罗马法与现代》[2]

## 家族
- 父亲：黄道让，清代著名诗人
- 长女：黄绍湘，
- 次子：黄宏熙，大学教授、翻译家，曾任河北师范大学副校长
- 三子：黄宏嘉，微波和光波导学家，微波电子学家，光纤专家，中国科学院学部委员（院士）
- 四子：黄宏荃，大学教授、翻译家

共八人